# メキシコの島の一覧
メキシコの島の一覧を示す。

## 一覧 (面積順)
メキシコにある面積が10km2を超える島の一覧。
| 順位 | 島名                               | 面積(km2) | 緯度経度                                                            |
| ---- | ---------------------------------- | --------- | ------------------------------------------------------------------- |
| 1    | ティブロン島                       | 1200.928  | 北緯28度59分20秒 西経112度22分23秒 / 北緯28.98889度 西経112.37306度 |
| 2    | アンヘル・デ・ラ・グアルダ島       | 931.428   | 北緯29度15分36秒 西経113度22分13秒 / 北緯29.26000度 西経113.37028度 |
| 3    | コスメル                           | 477.856   | 北緯20度25分00秒 西経086度55分00秒 / 北緯20.41667度 西経86.91667度  |
| 4    | セドロス島                         | 348.295   | 北緯28度10分58秒 西経115度13分04秒 / 北緯28.18278度 西経115.21778度 |
| 5    | マグダレナ島                       | 314.0     | 北緯24度47分39秒 西経112度17分09秒 / 北緯24.79417度 西経112.28583度 |
| 6    | グアダルーペ島                     | 243.988   | 北緯29度03分35秒 西経118度16分25秒 / 北緯29.05972度 西経118.27361度 |
| 7    | サンタ・マルガリータ島             | 230.9     | 北緯24度26分00秒 西経111度51分00秒 / 北緯24.43333度 西経111.85000度 |
| 8    | サン・ホセ島                       | 182.962   | 北緯24度58分27秒 西経110度36分52秒 / 北緯24.97417度 西経110.61444度 |
| 9    | カルメン島                         | 153       | 北緯18度43分49秒 西経091度38分02秒 / 北緯18.73028度 西経91.63389度  |
| 10   | カルメン島                         | 145.937   | 北緯25度58分39秒 西経111度09分14秒 / 北緯25.97750度 西経111.15389度 |
| 11   | マリア・マドレ島                   | 145.282   | 北緯21度37分00秒 西経106度35分00秒 / 北緯21.61667度 西経106.58333度 |
| 12   | セラルボ島（ジャック・クストー島） | 136.498   | 北緯24度13分17秒 西経109度52分14秒 / 北緯24.22139度 西経109.87056度 |
| 13   | モンタゲ島                         | 132.781   | 北緯31度44分18秒 西経114度44分47秒 / 北緯31.73833度 西経114.74639度 |
| 14   | ソコロ島                           | 131.861   | 北緯18度47分04秒 西経110度58分30秒 / 北緯18.78444度 西経110.97500度 |
| 15   | エスピリトゥサント島               | 80.763    | 北緯24度28分17秒 西経110度19分57秒 / 北緯24.47139度 西経110.33250度 |
| 16   | マリア・マグダレナ島               | 70.440    | 北緯21度27分45秒 西経106度25分45秒 / 北緯21.46250度 西経106.42917度 |
| 17   | オルボクス島（ホルボックス島）     | 55.948    | 北緯21度32分16秒 西経087度13分12秒 / 北緯21.53778度 西経87.22000度  |
| 18   | サン・エステバン島                 | 39.773    | 北緯28度41分51秒 西経112度34分39秒 / 北緯28.69750度 西経112.57750度 |
| 19   | サンタ・カタリーナ島               | 39.273    | 北緯25度39分10秒 西経110度46分51秒 / 北緯25.65278度 西経110.78083度 |
| 20   | サン・ロレンソ島                   | 32.058    | 北緯28度37分56秒 西経112度48分57秒 / 北緯28.63222度 西経112.81583度 |
| 21   | サン・マルコス島                   | 27.748    | 北緯27度12分43秒 西経112度04分25秒 / 北緯27.21194度 西経112.07361度 |
| 22   | マリア・クレオファス島             | 19.818    | 北緯21度18分44秒 西経106度14分51秒 / 北緯21.31222度 西経106.24750度 |
| 23   | クラリオン島                       | 19.667    | 北緯18度21分32秒 西経114度43分19秒 / 北緯18.35889度 西経114.72194度 |
| 24   | モンセラッテ島                     | 19.044    | 北緯25度41分01秒 西経111度01分54秒 / 北緯25.68361度 西経111.03167度 |
| 25   | エル・ペリカノ島（El Pelícano）    | 16.012    | 北緯31度44分43秒 西経114度37分53秒 / 北緯31.74528度 西経114.63139度 |
| 26   | パルティーダ島                     | 15.495    | 北緯24度33分45秒 西経110度22分42秒 / 北緯24.56250度 西経110.37833度 |
| 27   | サンタ・クルス島                   | 12.896    | 北緯25度17分13秒 西経110度43分08秒 / 北緯25.28694度 西経110.71889度 |

## その他
- ムヘーレス島（英語版）（イスラ・ムヘーレス） - メキシコの最東端 北緯21度14分00秒 西経86度44分00秒
- ナティヴィダード島（英語版）（イスラ・ナティヴィダード） 北緯27度52分33秒 西経115度11分05秒
- レビジャヒヘド諸島
  - サンベネディクト島（英語版）
  - ソコロ島
  - ロカ・パルティーダ島
  - クラリオン島（英語版）